# Reading the Ceiling
Reading The Ceiling  è un romanzo del 2007 dello scrittore gambiano Dayo Forster.

## Trama
Partendo dalla storia della diciottenne Ayodele, il libro esplora tre percorsi che la sua vita potrebbe prendere. Ayodele è una studentessa gambiana che sta entrando nell'età adulta. Un percorso la porta all'università in Inghilterra, un altro alla poligamia e alla maternità.

## Critica
Parte della critica ha elogiato l'utilizzo della terminologia locale e la rappresentazione accurata della società gambiana, in particolare per quanto concerne il ruolo delle donne.

## Riconoscimenti
Nel 2007 Reading the Ceiling è stato selezionato per il Commonwealth Writers' Prize.